# 渡辺葉子
渡辺 葉子（わたなべ　ようこ、英:Watanabe Yōko, 1953年7月12日-2004年7月15日）はソプラノ歌手。福岡県北九州市出身。夫はテノール歌手のレナート・グリマルディ。

## 経歴
福岡県北九州市にて開業医の一人娘として生まれる。明治学園中学校・高等学校卒業後、1976年東京芸術大学声楽科卒業。同年イタリア声楽コンコルソでミラノ大賞を受賞し、ミラノスカラ座附属研究所に留学。1978年トレヴィーゾで開かれたトティ・ダル・モンテ声楽コンクールで1位となり、同地でルッジェーロ・レオンカヴァッロの『道化師』のネッダ役でデビュー。以後、1984年にコヴェントガーデン王立歌劇場にプッチーニの『トゥーランドット』のリュー役でデビュー。1985年にはミラノ・スカラ座に同じくリュー役でデビュー。1986年にはメトロポリタン歌劇場にプッチーニの『蝶々夫人』の題名役でデビュー。1987年にはウィーン国立歌劇場にネッダ役でデビューなど、欧州を中心に世界的な活躍をした。
日本では、1985年に藤原歌劇団の『蝶々夫人』の題名役でデビュー。1999年12月の新国立劇場での『蝶々夫人』が最後の舞台であった。2004年ミラノにて癌由来の心不全により逝去。